# 梓洞站
梓洞站（韓語：재동역）是朝鮮民主主義人民共和國平安南道殷山郡的一個鐵路車站，属于梓洞线。

## 邻近车站
梓洞线
九井站 - 梓洞站